# Козлов Дмитро Маркович
Дмитро Маркович Козлов (рос. Дмитрий Маркович Козлов; 15 жовтня 1920 — 19 вересня 1989) — Герой Радянського Союзу, в роки радянсько-німецької війни командир групи розвідників 44-ї гвардійської окремої розвідувальної роти 42-ї гвардійської стрілецької дивізії 40-ї армії Воронезького фронту, гвардії молодший сержант.

## Біографія
Народився 15 жовтня 1920 року в селі Марковому (тепер Дорогобузького району Смоленської області) в селянській родині. Росіянин. Член КПРС з 1947 року. Закінчив сім класів неповної середньої школи. Працював завгоспом дитбудинку в селі Корішево Талдомського району Московської області.
У 1939 році призваний до лав Червоної Армії. У боях радянсько-німецької війни з серпня 1941 року. Воював на Воронезькому фронті.
22 вересня 1943 року група розвідників 44-ї гвардійської окремої розвідувальної роти під командуванням  гвардії молодшого сержанта Д. М. Козлова форсувала Дніпро в районі села Гребені Кагарлицького району Київської області і захопила рубіж на правому березі. Своїми діями вона забезпечила сприятливі умови для подолання водної перешкоди іншими підрозділами.
Указом Президії Верховної Ради СРСР від 29 жовтня 1943 року за мужність і героїзм, проявлені при форсуванні Дніпра і утриманні плацдарму на його правому березі гвардії молодшому сержанту Дмитру Марковичу Козлову присвоєно звання Героя Радянського Союзу з врученням ордена Леніна і медалі «Золота Зірка» (№ 1699).

Могила Дмитра Козлова

З 1944 року Дмитро Козлов у відставці через поранення. Жив у Києві. Помер 19 вересня 1989 року. Похований у Києві на Міському кладовищі «Берківці» (ділянка № 77).

## Нагороди
Нагороджений орденом Леніна, орденом Вітчизняної війни 1-го ступеня, орденом Червоної Зірки, орденом Слави 3-го ступеня, медалями.